# I Have a Dream (canção)
I Have a Dream é uma canção do grupo sueco ABBA escrita por Bjorn Ulvaeus e Benny Andersson e lançada no álbum Voulez-Vous em 1979. Anni-Frid Lyngstad cantou os vocais. "I Have a Dream" é considerada a última canção do grupo na década de 1970, época considerada de melhor desempenho comercial do grupo. A canção foi relançada no álbum ABBA Gold: Greatest Hits e fez parte do musical Mamma Mia!.

## Recepção
"I Have a Dream" foi um sucesso mundial, chegando a posição # 1 na Áustria, Bélgica, Holanda e Suíça e na posição # 2 no Reino Unido, onde foi depois desbancada pelo single Another Brick in the Wall de Pink Floyd. A canção ficou no Top 5 na Alemanha, Irlanda e África do Sul.
A canção recebeu uma versão em espanhol chamada "Estoy Soñando" que alcançou a posição # 15 na Espanha e permaneceu no Top 5 na Argentina e México. "I Have a Dream" não foi lançada comercialmente nos Estados Unidos.

## Versão de Westlife
"I Have a Dream" é o quarto single de Westlife e um lado A duplo junto com outra cover, "Seasons in the Sun". O single foi lançado em 6 de dezembro de 1999.
Westlife lançou a cover de "I Have a Dream" vinte anos após a versão original do ABBA. A canção se tornou o quarto single número 1 do grupo. O single foi a canção número um na parada do Reino Unido no Natal de 1999, estendendo o tempo de duração em uma parada em janeiro de 2000 e passou 17 semanas na UK Singles Chart. A canção foi a 26ª mais vendida de 1999 no Reino Unido. Em 2001, como parte de uma campanha de angariação de fundos UNICEF, a canção foi regravada com vocais adicionais pela cantora infantil indonésia, Sinna Sherina Munaf. A canção recebeu uma certificação Platina no Reino Unido por ter vendido mais de 650;000 cópias.

### Faixas
1. "I Have a Dream" (Single Remix) - 4:06
2. "Seasons in the Sun" (Single Remix) - 4:10
3. "On the Wings of Love" - 3:22

### Performance nas paradas
| Paradas (Westlife)          | Posição |
| --------------------------- | ------- |
| Tracklisten                 | 11      |
| Suomen virallinen lista     | 10      |
| Media Control AG            | 24      |
| IRMA                        | 1       |
| RIANZ                       | 10      |
| VG-lista                    | 10      |
| Sverigetopplistan           | 15      |
| Schweizer Hitparade         | 18      |
| The Official Charts Company | 1       |

Paradas de fim de ano
| Parada de fim de ano (1999) | Posição |
| --------------------------- | ------- |
| UK Singles Chart            | 26      |

| Precedido por "Goodbye" de Spice Girls                 | Single natalino número um na UK Singles Chart 1999                                             | Sucedido por "Can We Fix It?" de Bob the Builder                        |
| Precedido por "I Try" de Macy Gray                     | Single número um no Irish Singles Chart 18 de dezembro de 1999 (5 semanas)                     | Sucedido por "Born to Make You Happy" de Britney Spears                 |
| Precedido por "The Millennium Prayer" de Cliff Richard | Single número um na UK Singles Chart 18 de dezembro de 1999 - 8 de janeiro de 2000 (4 semanas) | Sucedido por "The Masses Against the Classes" de Manic Street Preachers |